# 3045 Alois
3045 Alois eller 1984 AW är en asteroid i huvudbältet som upptäcktes den 8 januari 1984 av den amerikanska astronomen Joe Wagner vid Anderson Mesa Station. Den har fått sitt namn efter Alois T. Stuczynski, släkting till upptäckaren.
Asteroiden har en diameter på ungefär 27 kilometer.